# Aluda Ketelauri
Aluda Ketelauri (in georgiano ალუდა ქეთელაური?, pron. aluda ketelauri) è un poema epico della Georgia composto nel XIX secolo da Vazha Pshavela.